# Інь Цзя
Інь Цзя (спрощ.: 廑; кит. трад.: 廑; піньїнь: Jǐn) — тринадцятий правитель держави Ся, успадкував престол від свого батька Цзюна.

## Загальні відомості
Місце народження невідоме. Його батько, Ся Цзюн, був попереднім володарем країни. Ім'я та походження матері невідомі. 
Згідно Бамбуковим анналам, він керував державою близько двадцяти одного року. 
Переніс столицю до на берег річки Сіцзян. 
На восьмому році правління сталася дуже серйозна посуха. 
Один з його васалів, лідер племен Конву, переніс столицю з Вей до Сюй.